# Ролан Барт
Ролан Барт (на френски: Roland Barthes) е френски есеист, литературен критик, семиотик и философ на културата. Текстовете му разгръщат идеите на структурализма, екзистенциализма, постструктурализма, повлияни от психоанализата, марксизма и деконструкцията.

## Биография и творчество
Получава класическо хуманитарно образование в Париж. През 1948 – 1950 г. преподава френски език в Букурещ, по-късно в Александрия, където попада под влиянието на лингвосемиотичните идеи на А.-Ж. Гремас. През 1950-те години работи и като журналист.
От студентските си години запазва интерес към театъра и естетиката на Бертолт Брехт. Симпатизира на новия роман, като пише рецензии и анализи. През 1953 г. публикува книгата „Нулева степен на почерка“, а през 1957 г. издава сборника с есета „Митологии“, анализиращи масовата култура.
През 1963 – 1966 г. е ръководител на докторската дисертация на Цветан Тодоров.
В сборника си „Критически есета“ от средата на 1960-те години Барт отделя основно внимание на сложните отношения между език и творчество. През 1975 г. се появява „Ролан Барт за Ролан Барт“, автобиография, започваща с думите „Всичко това трябва да се смята за изречено от герой на роман“, a през 1979 г. публикува „Писателят Солерс“.
През 1977 г. на особено внимание се радва книгата му „Фрагменти на любовния дискурс“, съставена от откъси дискурс, наречени „фигури“. Всяка от тях е „очертана (като знак) и възпроизведена (като образ или приказка)“.
Една от последните му значими работи е посветена на фотографията и нейното възприемане. Констатира се, че в края на своята творческа кариера Ролан Барт се е обърнал именно към нещата, които първоначално е отбягвал: личностното начало и невербалните системи.

## Изследвания
- Богдан Богданов. „Митът в културологията на Ролан Барт“. – Философска мисъл, 1981, № 2, 101 – 106.
- Стоян Атанасов. „Погледът на Барт“. – Философия, 1992, № 5/1.